# Vassili Glagólev
Vassili Vassílievitx Glagólev (rus: Василий Васильевич Глаголев) (21 febrer de 1896 - 21 setembre de 1947), va ser un coronel general soviètic, Heroi de la Unió Soviètica (11-1-1943).

## Biografia
Nascut el 21 de febrer de 1896 a Kaluga, fill d'un metge de família. Ben aviat es va quedar sense pare. Es graduaria de l'escola primària a Kaluga.
El 1916 va ingressar a l'Exèrcit Imperial Rus, participant com a artiller a la Primera Guerra Mundial. El 1918 ingressà a l'Exèrcit Roig. Va participar en les campanyes dels Urals i del Caucas Septentrional. Va ser sergent en el 68è esquadró de la 12a Divisió de Cavalleria.
Després de la Guerra Civil va seguir servint a l'Exèrcit Roig. Es va graduar en la tercera tanda de cursos de Bakú el 1921. Entre 1921 i 1924 va ser comandant de pilot, comandant assistent de l'esquadra i cap d'intel·ligència del 68è Regiment de Cavalleria, 12a Divisió de Cavalleria de l'Exèrcit del Caucas. Des de 1924 va comandar un esquadró. El 1931 es va graduar al curs de capacitació en servei dels comandants de cavalleria a Novotxerkassk; sent Cap de l'Estat Major, el 66è Regiment de Cavalleria el 1929.
Des de gener de 1934 és comandant i comissari del 76è Regiment de Cavalleria (12a Divisió de Cavalleria) a Armavir. Des de juliol de 1937 és Cap de l'Estat Major d'aquesta divisió. Des d'agost de 1939 comanda la 157a Divisió d'Infanteria al Districte Militar del Caucas del Nord. El 1941 es va graduar en el curs acadèmic superior a l'Acadèmia Militar Frunze, sent promogut a Coronel.

## Gran Guerra Patriòtica
A l'inici de la Gran Guerra Patriòtica, la 42a Divisió de Cavalleria estava destinada al Caucas Septentrional. El gener de 1942, la divisió va ser traslladada a Crimea, on va combatre al Front de Crimea. Des de febrer de 1942, Glagolev és comandant de la, enquadrada al 24è Exèrcit del Front Sud, participant en les operacions de Voroxilovgrad i Vorónej. El juliol de 1942, la divisió va quedar aïllada a Millerovo, sent destruïda a l'agost, dissolent-se al setembre. Després d'una breu estada a la reserva, a l'octubre de 1942 Glagolev va ser nomenat comandant de la 176a Divisió d'Infanteria del Front del Transcaucas. Al capdavant de la divisió va portar a terme importants accions en defensa i posterior contraatacs a Mozdok i Ordjonikidze.
Entre novembre de 1942 i febrer de 1943 és comandant del 10è Cos de Fusellers de la Guàrdia del 9è Exèrcit i del 56è Exèrcit al Grup de Forces del mar Negre, participant en l'ofensiva de la batalla del Caucas. El 27 de gener de 1943 és promogut a major general, i al febrer de 1943 és comandant interí de l'Exèrcit. L'agost de 1943 l'exèrcit va ser traslladat del Front del Sud-oest al Front de l'Estepa, participant en la batalla del Dnièper, alliberant Kíev i Dneprodzerjinsk. El 20 de setembre de 1943, l'exèrcit passà a formar part del Tercer Front Ucraïnès.
Per la seva habilitat en el comandament en la captura i manteniment dels caps de pont del Dnièper, Glagolev va ser promogut a tinent general el 27 d'octubre de 1943 i va rebre el títol d'Heroi de la Unió Soviètica l'1 de novembre.
Entre maig a desembre de 1944 comanda l'exèrcit dins del 3r Front de Belarús. Distingint-se en l'operació estratègica de Belarús, especialment a l'ofensiva Vitebsk-Orxà i en l'ofensiva de Minsk. Des de gener de 1945 i fins al final de la guerra va comandar el 9è Exèrcit de la Guàrdia dins del Tercer Front i del Primer Front d'Ucraïna, lluitant en les operacions de Ballaton, Viena i Praga.

### Període de postguerra
Després de la guerra, Glavolev va continuar com a comandant del 9è Exèrcit de la Guàrdia. Entre 1946 i 1947 va ser comandant de les Tropes paracaigudistes soviètiques. El 1946 va ser diputat al Soviet Suprem de l'URSS. Va morir durant el transcurs d'unes maniobres el 21 de setembre de 1947. Està enterrat al cementiri de Novodévitxi de Moscou.

## Condecoracions
- Heroi de la Unió Soviètica
- Orde de Lenin (2)
- Orde de la Bandera Roja (2)
- Orde de Suvórov de 1a classe (2)
- Orde de Kutuzov de 1a classe
- Orde de l'Estrella Roja
- Medalla de la victòria sobre Alemanya en la Gran Guerra Patriòtica 1941-1945
- Medalla del 20è Aniversari de l'Exèrcit Roig
- Medalla de la defensa del Caucas
- Medalla per la Conquesta de Viena
- Medalla per l'Alliberament de Praga
- Orde Virtuti Militari (Polònia)
- Legió d'Honor (França)